# Leptocola gracillima
Leptocola gracillima är en bönsyrseart som beskrevs av Gerstaecker 1883. Leptocola gracillima ingår i släktet Leptocola och familjen Mantidae. Inga underarter finns listade i Catalogue of Life.